# Jung Gyu-woon
Jung Gyu-woon (en hangul, 정겨운; nacido el 28 de junio de 1982) es un actor surcoreano.

## Vida personal
Estudió en la escuela secundaria comercial de Daedong. 
El 5 de abril de 2014 se casó con Seo Yoon-jeong, una exmodelo que pasó a ser diseñadora web, ajena al mundo del espectáculo.Sin embargo, tan solo dos años después, el 30 de marzo de 2016, se informó que la pareja se había divorciado. En abril de 2017, a través de un comunicado de la que era entonces su agencia C9 Entertainment, Jung anunció que tenía una nueva relación.A finales de agosto un nuevo comunicado oficial de la agencia especificaba que la novia era una estudiante de música especializada en piano clásico, que el noviazgo había durado un año y que la pareja planeaba casarse el 30 de septiembre del mismo año en una ceremonia privada.

## Carrera
Debutó en 2004 con la serie Five Stars.Después de haber sido secundario en algunas series y películas, se hizo popular al protagonizar en 2009 dos melodramas, Again, My Love yTe amaré por siempre. Esta última alcanzó también fue un éxito de público en Japón, hasta el punto de que Jung asistió en Nagoya a una reunión de admiradores acompañada de una rueda de prensa. En agosto de 2011 celebraría una segunda reunión en Tokio para unos ochocientos fans.
Después de Te amaré por siempre fue también protagonista en algunas otras series, en particular Dr. Champ (2010), donde era Park Ji-heon, un atleta de judo que se prepara para los Juegos Olímpicos; Sign (2011), con el papel del detective de policía Choi Yi-han; y Romance Town (2011), con el de Kang Gun-woo.
En cine, su primer papel importante llegó en 2012 con The Spies, en la que compartió reparto con Byun Hee-bong, Kim Myung-min y Yeom Jeong-ah. Su personaje era Woo Dae-ri, un espía sencillo e ignorante que hablaba en el dialecto de Chungcheong. Su trabajo fue considerado un éxito por el público.Dos años después protagonizó junto a Yoon Seung-ah el filme independiente The Legacy, donde es un estudiante que fracasa repetidamente en aprobar el examen de abogado; sobre su actuación opinó un crítico que «es suficiente para hacer que el público se siente y se relaje durante toda la película».
En 2012 llegó uno de los papeles más importantes de su carrera, el de Choi Hang-woo, un hombre que intenta vengarse del presidente Jin por el suicidio de su padre, en History of a Salaryman. Su actuación causó un gran impacto entre los telespectadores y contribuyó a aumentar su popularidad.
Actor dotado en particular para los papeles cómicos y de acción, ha podido en alguna ocasión ampliar su galería de personajes siendo el villano, por ejemplo en Birth of a Beauty, de 2014. Al año siguiente interpretó al exnovio de Shin Min-a en la celebrada Oh My Venus.
A partir de 2015 Jung fue dejando progresivamente la ficción televisiva o cinematográfica y entró en el campo de las variedades televisivas, presentando o participando en varios programas; había empezado en este medio en 2012 con SBS Gayo Daejeon. En 2015 se rompió el brazo izquierdo y la mano derecha durante el rodaje de Hombres reales, de MBC, lo que le obligó al reposo durante varios meses. El programa de variedades más dilatado en el tiempo fue Divorced Singles, con tres temporadas entre 2021 y 2022.
El 13 de octubre de 2021 la nueva agencia Dear ENT anunció que había firmado con el actor un contrato de representación exclusiva.La relación, no obstante, duró pocos meses, porque el 27 de abril de 2022 expiró el contrato y Jung quedó como agente libre.
En 2024, después de varios años alejado de la actuación, regresó a ella con Cisne rojo, una producción de Disney+ en la que tiene un papel importante, aunque no protagonista.

## Filmografía

### Cine
| Año  | Título                          | Hangul               | Papel           | Notas              | Ref.          |
| ---- | ------------------------------- | -------------------- | --------------- | ------------------ | ------------- |
| 2006 | Time                            | 시간                 | Hombre 3        |                    |               |
| 2012 | The Reflection                  |                      | Ja-woon         | Cortometraje       |               |
| 2012 | The Spies                       | 간첩                 | Subgerente Woo  |                    | [ 27 ] [ 28 ] |
| 2014 | The Legacy                      | 이쁜 것들이 되어라   | Han Jung-do     | Protagonista       | [ 15 ] [ 29 ] |
| 2015 | The Cat Funeral                 | 고양이 장례식        | Hyun-suk        |                    | [ 30 ] [ 31 ] |
| 2016 | The Uninvited – A Welcome Guest | 불청객 - 반가운 손님 | Ji-hoon         | Protagonista       | [ 32 ] [ 33 ] |
| 2016 | The Disappearance: Missing Wife | 실종: 사라진아내     | Jo Tae-shik     |                    |               |
| 2018 | Soldier's Mementos              | 오장군의 발톱        | Jefe de Platoon | Aparición especial | [ 34 ] [ 35 ] |

### Series de televisión
| Año  | Título                        | Papel              | Canal   | Notas                           | Ref.          |
| ---- | ----------------------------- | ------------------ | ------- | ------------------------------- | ------------- |
| 2004 | Five Stars                    |                    |         | Debut                           |               |
| 2005 | Hello My Teacher              | Lee Ho-joon        | SBS     |                                 |               |
| 2006 | Dr. Gang                      | Detective Bae      | MBC     |                                 |               |
| 2006 | The Man's Jealousy            | Lee Jun-gi         | MBC     | MBC Best Theater, un acto       |               |
| 2007 | A Happy Woman                 | Choi Joon-ho       | KBS2    |                                 |               |
| 2008 | Robber                        | Jang Tae-oh        | SBS     |                                 |               |
| 2008 | Bitter Sweet Life             | Kang Sung-goo      | MBC     |                                 |               |
| 2008 | Women in the Sun              | Cha Dong-woo       | KBS     |                                 |               |
| 2009 | Again, My Love                | Lee Min-soo        | KBS     |                                 |               |
| 2009 | Te amaré por siempre          | Baek Kang-ho       | SBS     | Protagonista                    | [ 6 ]         |
| 2009 | The Grudge Island             | Nam Sang-hun       | KBS     | Korean Ghost Stories, 2.ª parte |               |
| 2010 | Dr. Champ                     | Park Ji-heon       | SBS     | Protagonista                    |               |
| 2011 | Sign                          | Choi Yi-han        | SBS     | Protagonista                    | [ 36 ]        |
| 2011 | Romance Town                  | Kang Gun-woo       | KBS2    | Protagonista                    | [ 37 ]        |
| 2012 | History of a Salaryman        | Choi Hang-woo      | SBS     |                                 | [ 38 ]        |
| 2012 | Take Care of Us, Captain      | Top star           | SBS     | Cameo                           | [ 39 ] [ 40 ] |
| 2012 | I Need Romance 2012           | Kim Han-sub        | tvN     | Cameo                           | [ 41 ] [ 42 ] |
| 2012 | The King's Doctor             | Príncipe Sohyeon   | MBC     | Cameo                           | [ 43 ]        |
| 2013 | Wonderful Mama                | Jang Hoon-nam      | SBS     |                                 | [ 44 ] [ 45 ] |
| 2013 | After School: Lucky or Not    | Estudiante sordo   |         | Serie web, cameo, ep. 4 y 12    |               |
| 2014 | God's Gift: 14 Days           | Hyun Woo-jin       | SBS     |                                 | [ 46 ] [ 47 ] |
| 2014 | Wife Scandal - The Wind Rises | Amante de la mujer |         | Ep. 2, Foolish Love             |               |
| 2014 | Birth of a Beauty             | Lee Kang-joon      | SBS     |                                 | [ 19 ] [ 48 ] |
| 2015 | To Be Continued               | Taxista            |         | Cameo                           |               |
| 2015 | Oh My Venus                   | Im Woo-shik        | KBS2    |                                 | [ 20 ] [ 49 ] |
| 2017 | You Are Too Much              | Park Hyun-joon     | MBC     |                                 | [ 50 ]        |
| 2024 | Cisne rojo                    | Kim Yong-guk       | Disney+ | Serie web                       | [ 26 ] [ 51 ] |

## Teatro
| Año  | Título | Hangul | Papel | Notas                            | Ref.   |
| ---- | ------ | ------ | ----- | -------------------------------- | ------ |
| 2023 | Etude  | 에뛰드 |       | Hyehwa Art Space, 17-26 de marzo | [ 52 ] |

## Otras actividades

### Variedades televisivas
| Año  | Título                                           | Función             | Notas             | Ref.          |
| ---- | ------------------------------------------------ | ------------------- | ----------------- | ------------- |
| 2012 | Adrenaline                                       | Presentador         |                   |               |
| 2012 | SBS Gayo Daejeon                                 |                     |                   | [ 53 ] [ 21 ] |
| 2015 | Hombres reales                                   | Miembro del reparto | Segunda temporada | [ 22 ] [ 54 ] |
| 2018 | Same Bed, Different Dreams 2: You Are My Destiny | Miembro del reparto | Episodios 81-87   | [ 55 ]        |
| 2021 | Divorced Singles                                 | Presentador         |                   | [ 56 ]        |
| 2021 | Divorced Singles 2                               | Presentador         |                   | [ 57 ]        |
| 2021 | The Village Shop                                 | Miembro del reparto |                   | [ 58 ] [ 59 ] |
| 2022 | Divorced Singles 3                               | Presentador         |                   | [ 23 ]        |

### Apariciones en vídeos musicales
| Año  | Título          | Artista  | Ref.          |
| ---- | --------------- | -------- | ------------- |
| 2005 | Woman           | Big Mama | [ 60 ]        |
| 2008 | Only You        | KCM      |               |
| 2009 | Goodbye My Love | 8Eight   | [ 61 ] [ 62 ] |

## Premio y nominaciones
| Año  | Premios                    | Categoría                                                      | Papel                  | Resultado | Ref.          |
| ---- | -------------------------- | -------------------------------------------------------------- | ---------------------- | --------- | ------------- |
| 2008 | KBS Drama Awards           | Mejor actor revelación                                         | Women of the Sun       | Ganador   | [ 63 ] [ 64 ] |
| 2009 | 45.os Baeksang Arts Awards | Mejor actor revelación (TV)                                    | Women of the Sun       | Nominado  |               |
| 2009 | Andre Kim Best Star Awards | Premio Estrella                                                | —                      | Ganador   | [ 65 ]        |
| 2009 | SBS Drama Awards           | Premio Nueva Estrella                                          | Te amaré por siempre   | Ganador   | [ 66 ] [ 67 ] |
| 2009 | SBS Drama Awards           | Premio a la excelencia, series                                 | Te amaré por siempre   | Nominado  |               |
| 2009 | KBS Drama Awards           | Premio a la excelencia, series de media duración               | Again, My Love         | Nominado  |               |
| 2010 | SBS Drama Awards           | Premio a la excelencia, series especiales                      | Dr. Champ              | Nominado  |               |
| 2011 | SBS Drama Awards           | Premio a la excelencia, series especiales                      | Sign, Dr. Champ        | Ganador   | [ 68 ] [ 69 ] |
| 2011 | KBS Drama Awards           | Premio a la excelencia, series de media duración               | Romance Town           | Nominado  |               |
| 2012 | SBS Drama Awards           | Premio a la excelencia, miniseries                             | History of a Salaryman | Nominado  |               |
| 2013 | SBS Drama Awards           | Premio a la gran excelencia, series diarias o de fin de semana | Wonderful Mama         | Nominado  |               |
| 2014 | SBS Drama Awards           | Premio a la excelencia, miniseries                             | God's Gift - 14 Days   | Nominado  |               |